# Morunasaurus
Genre
Morunasaurus est un genre de sauriens de la famille des Hoplocercidae.

## Répartition
Les espèces de ce genre se rencontrent au Pérou, en Équateur, en Colombie et au Panama.

## Liste des espèces
Selon The Reptile Database (29 novembre 2012) :
- Morunasaurus annularis (O’Shaughnessy, 1881)
- Morunasaurus groi Dunn, 1933
- Morunasaurus peruvianus Köhler, 2003

## Publication originale
- Dunn, 1933 : Amphibians and reptiles from El Valle de Anton, Panama. Occasional Papers of the Boston Society of Natural History, vol. 8, p. 65–79 (texte intégral).